# Zillo
Zillo war ein deutschsprachiges Musikmagazin, das ursprünglich als Independent-Zeitschrift konzipiert war. Es erschien von 1989 bis 2014. In den 2000er-Jahren verschob sich der Themenschwerpunkt auf die Musik der Schwarzen Szene. Herausgeber des Heftes war zunächst Rainer „Easy“ Ettler, der das Zillo bis Mitte der 1990er Jahre zu einem bedeutenden Medium der deutschen Independent-Szene ausbaute. Nach Ettlers Tod im Jahre 1997 übernahmen zunächst Joe Asmodo und später Dominik Winter die redaktionelle Leitung. Nach dem Ausscheiden von Winter wurde die Chefredaktion auf mehrere Schultern verteilt. Das Heft wurde dezentral produziert.

## Hintergrund

### Die frühen Jahre
Das Zillo wurde im Sommer 1989 von Rainer „Easy“ Ettler als Zillostrierte (nach 3 Ausgaben auf Zillo verkürzt) gegründet und erschien seitdem monatlich. Der Name geht auf die gleichnamige Diskothek „Zillo“ zurück, die 1988 von Ettler in Lübeck eröffnet wurde und ihren Sitz zusammen mit der Redaktionsleitung der Zeitschrift bzw. dem Verlag Zillo e. V. An der Untertrave 63 hatte. Da Zillo ein eingetragener gemeinnütziger Verein war, durfte er keine Gewinne erwirtschaften. Das Magazin erschien somit zum Selbstkostenpreis.
Die ersten drei Ausgaben der „Zillostrierten“ vom Mai, Juni/Juli und August 1989 erschienen im A5-Format; erst mit der August-Ausgabe wurde das Heft kostenpflichtig. Nach viermonatiger Pause kam im Januar 1990 die erste Zillo-Ausgabe im A4-Format und in einer Auflage von 50.000 Exemplaren auf den Markt. Trotz positiver Resonanz und dauerhaft steigender Leserzahlen war der Zillo-Verlag schon Mitte 1990 mit monatlich 10.000 DM Verlust an einem finanziellen Tiefpunkt angelangt, Ende 1990 stiegen die Schulden bis auf über 100.000 DM an. Um dem Bankrott zu entgehen, entschloss man sich, den Einzelverkaufspreis zu erhöhen. Gleichzeitig zog der Zillo e. V. in die Lübecker Sophienstraße 1 um.
In den Jahren 1991 und 1992 etablierte sich das Zillo-Musikmagazin mit einer Auflage von mittlerweile 70.000 Exemplaren allmählich und wurde insbesondere durch seinen Kleinanzeigenmarkt zum Sprachrohr der deutschen Wave- und Independent-Kultur.

### Großbrand
Im Januar 2014 kam es zu einem Großbrand in der Redaktion in Ratekau, bei der die komplette Zillo-Logistik inklusive Büroräumen und Lager zerstört wurde. Die Geschäftsführung vermeldete daraufhin auf der offiziellen Website, dass man nicht in der Lage sei, die geplanten Zillo-Ausgaben für Februar und März fertigzustellen, man aber versuche, bis zur geplanten April-Ausgabe die interne Infrastruktur wiederhergestellt zu haben. Die Zeitschrift Zillo Medieval erschien jedoch weiterhin. Bis Ende 2014 gab es zunächst keine weiteren Informationen über den Fortbestand des Magazins, nach einer Änderung der ursprünglichen Meldung von Februar 2014 hieß es dann, man versuche „zur Zeit alles, um die Infrastruktur wieder neu aufzubauen“ und hoffe, dass es 2015 „mit einem Neustart wie gewohnt weitergehen“ könne. Es folgte allerdings keine weitere Ausgabe mehr.
Im Januar 2016 gab die Redaktion des Zillo Medieval Magazins auf ihrer Facebook-Seite überraschend bekannt, das auch dieses von der Geschäftsleitung mit sofortiger Wirkung eingestellt wird.

## Inhalt

### Musik
Ettlers Intention war es, das stilistische Spektrum der gesamten Independent-/Alternative-Szene abzudecken. Unter dem Leitspruch „alternativ – individuell – independent“ verband er verschiedene Themen aus den Bereichen Indie-Rock, Noise Pop, Neo-Psychedelia, Crossover, Gothic/Wave, Neofolk, Manchester Rave, Grunge, Punk sowie Synthie-Pop, EBM und Elektro.
In der zweiten Hälfte der 1990er wurde nur noch vereinzelt über die Musik der Gothic-/Wave-Szene berichtet, was insbesondere auf die Ausklangphase der Dark-Wave-Bewegung in Deutschland zurückzuführen ist. So bemängelte der spätere Redaktionsleiter Joe Asmodo bereits im Sommer 1995, dass sich der Markt für den Gothic-/Wave-Bereich unvorteilhaft gewandelt habe und aus diesem Grund ein ausgewogenes Themenspektrum nicht mehr gegeben sei. Seit dieser Zeit widmete sich die Zeitschrift verstärkt Themen aus dem Alternative-Rock-, Mittelalter-Rock-, Metal-, Neue-Deutsche-Härte-, Dark- und Pop-Rock-Umfeld und auf dem elektronischen Sektor vereinzelt Big Beat und Trip-Hop.
Auf der mittlerweile regelmäßig beiliegenden Sampler-CD wurden neben namhaften Acts auch immer wieder neue, unbekanntere Bands vorgestellt. Ausgewählte Ausgaben enthielten zusätzlich auch eine zweite CD, eine DVD, einen Kalender oder Gimmicks wie Parkscheiben oder Eiskratzer.

### Comics
Nennenswerter Bestandteil des Zillos waren seine Comics. Die ersten drei Comics stammten aus der Feder von Jørn Precht und trugen den Titel „Ratte und Zecke“, später übernahmen Nicole Scheriau und Markus Zysk, speziell erstere veröffentlichte zunächst bis April 1993 und später nur noch sporadisch humorvolle Comics aus dem Wave- und Gothic-Umfeld. Scheriau wurde im September 1995 von Uwe Roesch und seinen berühmten „Dead“-Comics abgelöst, mit denen er – ähnlich wie Scheriau – die Grufti-Szene und deren Klischees auf die Schippe nahm. Uwe Roesch zeichnete auch für die „Three Little Pigs“ verantwortlich, eine 1997 eröffnete Comic-Reihe über drei Amateurmusiker, von denen speziell ein Mitglied und dessen debile Verhaltensweise hervorstach. Noch bis zur Einstellung des Magazins befanden sich in jeder Ausgabe zwei bis drei Comics sowie spezielle Dead-Icons, die einzelne Rubriken illustrieren.

## Compilations
Seit November 1990 erschien regelmäßig der German Mystic Sound Sampler, der kurz nach Rainer „Easy“ Ettlers Tod in Zillo Mystic Sounds umbenannt wurde. Diese Compilation-Serie förderte insbesondere deutsche Newcomer-Bands aus dem Dark-Wave- und Elektro-Umfeld, später auch anderen Musikbereichen. 2003 erschien der zwölfte und letzte Teil. Es folgten seitdem zahlreiche Sampler wie die Club Hits, der Zillo-Festival-Sampler, die Mittelalter-Reihe Spielmannstränen und ab 2009 die offizielle Compilation-Reihe zum jährlichen M’era Luna Festival.

## Kritik
In der Zeitung Junge Welt berichtete Alfred Schobert 1996 über Verstrickungen der Zeitschrift in die rechtsextremistische Szene. Schobert kritisierte insbesondere eine Werbeanzeige für einen Sampler zu Ehren Leni Riefenstahls, der vom rechtsextremen Label Verlag + Agentur Werner Symanek verlegt wurde, sowie die Beschäftigung eines Mitarbeiters, der auch für die Junge Freiheit tätig war.

## Festival
Das Zillo war zwischen 1993 und 1997 Veranstalter des Zillo-Festivals. Bereits 1990 geplant, konnte das erste Open Air erst 1993 realisiert werden. Anfangs an verschiedenen Orten (1993 und 1994 in Durmersheim, 1995 in Rüsselsheim), etablierte es sich zwischen 1996 und 1999 auf dem Flughafengelände in Hildesheim. Nach dem Tod von Rainer „Easy“ Ettler übernahm die Durchführung der Festivalveranstalter FKP Scorpio (damals noch „Scorpio“). Im Jahr 2000 trennten sich Zillo und der Veranstalter, welcher seitdem am selben Ort jährlich das M’era Luna Festival durchführt. Das Zillo selber veranstaltete 2001 in Losheim am See, 2002 am Flughafen Frankfurt-Hahn und 2004 auf der Loreley ein eigenes Festival. Danach wurde das Zillo-Festival eingestellt.

## Zillo-Shop
Über die Jahre kristallisierte sich der Zillo-Shop als zweites Standbein des Magazins heraus. Sowohl auf Festivals als auch im eigenen Online-Shop wurden T-Shirts, Girlies, Longsleeves, Tassen, Uhren, Heckscheibenaufkleber, Parkscheiben, Schirme, CD-Sampler und Accessoires mit düsteren, skurrilen Motiven verkauft. Zwischenzeitlich umfasste der Shop über 100 Motive, wovon viele das Maskottchen „Dead“ zierte.

## Zillo Medieval
Ende 2010 brachten die Herausgeber zusätzlich die erste Ausgabe des Magazins Zillo Medieval in den Handel. Das Heft erschien alle zwei Monate und widmete sich neben der Musik der Mittelalterszene vor allem kulturellen und historischen Aspekten des Mittelalters. Auf der Webseite schrieb sich die Redaktion selbst auf die Fahnen, die "Historie vom Staub der Jahrhunderte" befreien und gleichzeitig vergangenen Zeiten neues Leben einhauchen zu wollen. Im Januar 2016 gab die Redaktion auf ihrer Facebook-Seite bekannt, dass das Zillo Medieval mit sofortiger Wirkung eingestellt werde. Die Ausgabe 01/2016 vom November 2015 stellt somit die letzte Ausgabe dar. Ende August 2016 wurde auf der Facebook-Seite bekanntgegeben, dass mit einem Neustart nicht zu rechnen sei. Ein Großteil der ehemaligen Autoren sei mittlerweile zusammen mit dem ehemaligen Chefredakteur beim Miroque Magazin untergekommen.